# Уловка-22
«Уловка-22» (англ. Catch-22; в некоторых переводах «Поправка-22») — роман американского писателя Джозефа Хеллера, опубликованный в 1961 году. Известен возникшим в нём логическим парадоксом между взаимоисключающими правилами «Уловка-22».

## Сюжет
1944 год. На островке Пианоза в Тирренском море расквартирован бомбардировочный полк ВВС США (летающий на бомбардировщиках North American B-25 Mitchell), в котором служат капитан Йоссариан, главный герой романа, и его сослуживцы. Командование авиаполка раз за разом увеличивает норму боевых вылетов, тем самым продлевая службу пилотов, отлетавших свою норму, после которой они имеют право вернуться домой. Таким образом, отлетать норму становится практически невозможным.
Главный герой романа, капитан Йоссариан, с которым любили летать на задания экипажи бомбардировщиков, так как, будучи бомбардиром, то есть наводчиком, при заходе на цель он производил сумасшедшие противозенитные манёвры в память о том случае, что когда-то он дважды зашёл (и единожды — успешно) на цель (мост) в начале своей пилотской карьеры. Это стало причиной гибели Крафта из его экипажа; сей подвиг стал причиной награждения самого Йоссариана, получения наград, которых он избегал весьма экстравагантными способами.
Йоссариан пытается убраться подальше от театра военных действий, ссылаясь то на боль в печени, то на сумасшествие, но каждый раз терпит неудачу. Сумасшествие является официальной причиной для отстранения от полётов, однако для освобождения от воинской обязанности сначала необходимо подать официальное заявление. При этом, согласно некоему правительственному постановлению, о котором говорится только как об «Уловке-22», всякий, кто заявляет о себе, что он сумасшедший, с целью освободиться от военной обязанности, тем самым доказывает, что он не сумасшедший, так как такое заявление явно говорит о здравомыслии. Парадоксальная ситуация усугубляется множеством различных факторов бюрократического и морального характера, что превращает действие в абсурдистский фарс, построенный на перекликающихся и приумножающихся парадоксах.
Йоссариан вынужден спать в «палатке Мертвеца» — пилота, сбитого в первый же вылет, успевшего оставить в палатке вещи, но не успевшего оформиться в канцелярии полка, так что формально он в полк не прибывал, а его вещи без его же разрешения выбросить нельзя. При этом живой доктор Дейнека по документам числится мёртвым, поскольку он был в списке лиц, находившихся на разбившемся самолёте (фактически находясь на земле рядом с писарем полка, который и оформил его «смерть»). Командир эскадрильи майор Майор Майор (майор — звание, которое персонаж получил случайно на другой день после призыва в армию, а Майор Майор — его имя и фамилия) настолько неспособен к принятию любых решений, что разрешает допускать к нему посетителей только тогда, когда его самого нет в кабинете, и никто из подчинённых не может встретиться со своим командиром. Начальник полковой столовой Майло Миндербиндер умудряется вести торговлю всем подряд по всей Европе, Ближнему Востоку и Северной Африке, используя для этого военные самолёты; он утверждает, что каждый солдат имеет долю в его «синдикате», но прибыли от его коммерции никто, кроме Майло, не видит. Майло торгует даже с противником, он без малейших колебаний принимает от немцев подряд на бомбёжку позиций своего собственного полка силами этого самого полка — и этот заказ выполняется, американские лётчики бомбят собственный аэродром. Непостижимым образом все махинации сходят Миндербиндеру с рук. Робкий и глубоко верующий капеллан авиаполка стыдится своего дела и держится в стороне от пилотов, тогда как его наглый и бесстыжий денщик-атеист проводит активную религиозную кампанию. Командир полка полковник Кэткарт одержим мыслью попасть на страницы прессы как национальный герой, и ради этого готов на что угодно, например, напроситься на новое задание для полка, заведомо бессмысленное и сопряжённое с тяжёлыми потерями. Психиатр военного госпиталя, рассказывая своим пациентам о своих собственных психических отклонениях, обвиняет в них пациентов. Писарь из штаба армии рядовой Уинтергрин обладает куда большим влиянием на события, чем всё командование армии — генералы и полковники то и дело говорят друг другу «это нужно обсудить с Уинтергрином» — и так далее.
Если поначалу роман кажется скорее юмористическим, то в ходе повествования абсурдное устройство авиаполка, армии и всего общества в целом приводит раз за разом ко всё более кровавым и трагическим событиям.

## Прообраз героя
Прототипом главного героя книги послужил Фрэнсис Йоханнен, с которым Джозеф Хеллер сдружился, когда они оба служили наводчиками бомбардировщиков на Корсике в 1944 году.
По признанию автора, необычная фамилия Йоссариан (Yossarian) была образована как производное от Йоханнен.

## Оценки
В рейтинге «100 лучших романов Новейшей библиотеки», составленном по оценкам специальной редакторской группы из числа ведущих писателей и опубликованном в 1998 году нью-йоркским издательством Modern Library, роман «Уловка-22» попал на седьмое место. В альтернативном рейтинге, составленном тем же издательством по результатам опроса 400 тысяч читателей, роман занял двенадцатое место.
В 2003 году роман «Уловка-22» занял одиннадцатую позицию в списке «200 лучших книг по версии BBC», составленном по результатам опроса, в котором приняли участие около миллиона человек.

## Экранизации
В 1970 году режиссёр Майк Николс осуществил первую экранизацию романа «Уловка-22», сняв одноимённый художественный фильм.
В 2019 году компании Paramount TV и Anonymous Content выпустили шестисерийный мини-сериал «Уловка-22». Режиссёрами сериала стали Грант Хеслов, Эллен Курас и Джордж Клуни, который также исполнил роль полковника Шайскопфа.

## Переводы
Наиболее известны два перевода романа на русский язык:
- М. Виленского и В. Титова (издательство «Военгиз», 1968), названный «Уловка-22». Перевод подвергся жёсткой критике за многочисленные смысловые и стилистические ошибки, местами искажающие авторский текст до неузнаваемости, в том числе за неадекватный перевод названия[7]. Тем не менее, именно в этой версии в русском языке закрепилась английская идиома «catch-22»;
- А. Кистяковского (1988) под названием «Поправка-22».

В некоторых изданиях переводчиком числится Валентин Мачулис, отсканировавший и обработавший перевод Виленского и Титова. Это привело к ошибочной версии о его авторстве перевода.